# J. Edward Day
J. Edward Day, né le 11 octobre 1914 à Jacksonville (Illinois) et mort le 29 octobre 1996 à Hunt Valley (Maryland), est un avocat, homme d'affaires et homme politique américain.  Il est Postmaster General des États-Unis entre 1961 et 1963 dans l'administration du président John F. Kennedy. Durant son mandat, le code ZIP est créé.